# Lispe apicalis
Lispe apicalis är en tvåvingeart som beskrevs av Josef Mik 1869. Lispe apicalis ingår i släktet Lispe och familjen husflugor. Inga underarter finns listade i Catalogue of Life.